# Benjamin Levy
Pour les articles homonymes, voir Levy.
Benjamin Levy est un chef d'orchestre français né en 1974 à Paris.

## Biographie
Frère de la danseuse et chorégraphe Marion Levy, il est diplômé du Conservatoire national supérieur de musique de Lyon (percussions) et du Conservatoire national supérieur de musique de Paris (analyse et de direction d'orchestre) et a également été l'élève de David Zinman au sein de l'American Academy of Conducting d'Aspen (États-Unis).
Il a reçu le prix de la Révélation Musicale de l'Année de la part du Syndicat de la Critique Dramatique et Musicale et est, en 2008, lauréat Jeune Talent - Chef d'Orchestre de l'ADAMI
Il est le fondateur et directeur musical de l'Orchestre de Chambre Pelléas qui s'est produit à plusieurs reprises au Concertgebouw d'Amsterdam, au Théâtre des Champs-Élysées, au Châtelet, à l'Opéra-Comique, à la Cité de la musique, à la MC2-Grenoble ainsi que dans le cadre des Festivals de Feldkirch (Autriche), Nomus (Serbie), Radio-France à Montpellier, Les Folles Journées de Nantes et Auvers-sur-Oise,. 
Après une participation à un CD monographique consacré à Régis Campo, il publie à l'été 2014 un premier enregistrement chez Zig-Zag Territoires en compagnie du violoniste Lorenzo Gatto
Assistant de Marc Minkowski (à l'Opéra de Paris, au Festival de Salzbourg et à l'Opéra d'Amsterdam), il a été chef associé des Orchestres de la Radio Néerlandaise de 2009 à 2011. Il a reçu à deux reprises un Diapason d'Or pour ses enregistrements DVD avec la Compagnie Les Brigands.
Il dirige maintenant l'orchestre national de Cannes.

## Direction
Il a dirigé ces dernières saisons les formations suivantes,,, :
- Orchestre national de Lyon
- Orchestre de l'Opéra de Rouen
- Orchestre Lamoureux
- Orchestre Colonne
- Orchestre national de Lorraine[12]
- Orchestre symphonique et lyrique de Nancy
- Orchestre national du Capitole de Toulouse
- Orchestre symphonique de Mulhouse[13]
- Orchestre national de Montpellier
- Orchestre philharmonique de la radio néerlandaise
- Radio Kamer Filharmonie
- Noord Nederlands Orkest
- Orchestre national d'Île-de-France
- Orchestre philharmonique de Rotterdam
- Théâtre Stanlislavsky (Moscou, Pelléas et Mélisande, Olivier Py).
- Gelders Orkest
- Orchestre Poitou-Charentes[14]
- Orchestre régional Bayonne-Côte basque
- Residentie Orkest de La Haye
- Moscow Philharmonic[15]
- Orchestre de la Suisse romande
- Nederlandse Reisopera
- Icelandic Opera

## Directeur artistique et chef d'orchestre
Le 1er novembre 2016, Benjamin Levy est nommé directeur artistique et chef d'orchestre permanent de l'Orchestre national de Cannes.,
Il donne son premier concert à ce titre, au Palais des Festivals de Cannes, le vendredi 13 janvier 2017.
Il est reconduit pour 3 ans en 2019, puis en juin 2021 pour un 3ème mandatet enfin jusqu'en juin 2026.

### Liens  externes
- Site de Pelléas
- Ressources relatives à la musique :   - Discogs
  - MusicBrainz
  - Songkick
- Ressource relative au spectacle :   - Les Archives du spectacle
- Ressource relative à plusieurs domaines :   - Radio France
- Notices d'autorité :   - VIAF
  - ISNI
  - BnF (données)
  - IdRef